# Metal Gear (computerspelserie)
Metal Gear is een reeks computerspellen. Het stealth-spel bestaat uit verschillende delen, die over een redelijk lange periode zijn verschenen en zullen verschijnen. De serie wordt ontwikkeld en uitgegeven door Konami, waarbij het eerste spel in 1987 werd uitgebracht voor MSX (een homecomputer uit de jaren 80). In de spellen draait het veelal om de missie van een commando, zoals Solid Snake, die een Metal Gear-superwapen en haar bestuurders onschadelijk dient te maken.

## Spellen in de serie

### Hoofdserie
| Jaar | Titel                                    | Platform(en)                  | Chronologie verhaal |
| ---- | ---------------------------------------- | ----------------------------- | ------------------- |
| 1987 | Metal Gear                               | MSX2, NES                     | 5                   |
| 1990 | Metal Gear 2: Solid Snake                | MSX2                          | 6                   |
| 1998 | Metal Gear Solid                         | PlayStation, Windows          | 7                   |
| 2001 | Metal Gear Solid 2: Sons of Liberty      | PlayStation 2                 | 8                   |
| 2004 | Metal Gear Solid: The Twin Snakes        | GameCube                      | 7                   |
| 2004 | Metal Gear Solid 3: Snake Eater          | PlayStation 2                 | 1                   |
| 2008 | Metal Gear Solid 4: Guns of the Patriots | PlayStation 3                 | 9                   |
| 2010 | Metal Gear Solid: Peace Walker           | PlayStation Portable          | 2                   |
| 2014 | Metal Gear Solid V: Ground Zeroes        | PS3, PS4, X360, XOne, Windows | 3                   |
| 2015 | Metal Gear Solid V: The Phantom Pain     | PS3, PS4, X360, XOne, Windows | 4                   |

### Zijserie
| Jaar | Titel                                   | Platform(en)             |
| ---- | --------------------------------------- | ------------------------ |
| 1990 | Snake's Revenge                         | NES                      |
| 2000 | Metal Gear: Ghost Babel                 | GameBoy Color            |
| 2004 | Metal Gear Acid                         | PlayStation Portable     |
| 2005 | Metal Gear Acid 2                       | PlayStation Portable     |
| 2006 | Metal Gear Solid: Portable Ops          | PSP, PS Vita             |
| 2008 | Metal Gear Solid Mobile                 | N-Gage (Nokia)           |
| 2008 | Metal Gear Solid Online                 | PlayStation 3            |
| 2009 | Metal Gear Solid Touch                  | iOS                      |
| 2013 | Metal Gear Rising: Revengeance          | PS3, X360, Windows, OS X |
| 2013 | Metal Gear Solid: The Legacy Collection | PlayStation 3            |
| 2018 | Metal Gear Survive                      | PS4, Windows, XOne       |

## Zijserie

### Metal Gear Acid
Metal Gear Acid is een turn-based collectible card video game voor de PlayStation Portable. De game speelt zich af in 2016 en volgt een alternatieve verhaallijn ten opzichte van de rest van de serie.
Een versie voor mobiele telefoons onder de titel Metal Gear Acid Mobile werd uitgebracht in 2008.

### Metal Gear Acid 2
Vervolg op deel op een, eveneens een collectible card video game voor de PlayStation Portable. Speelt zich af enige tijd na de gebeurtenissen van het eerste deel.
Een versie voor mobiele telefoons onder de titel Metal Gear Acid 2 Mobile werd uitgebracht in 2008.

### Metal Gear Solid: Portable Ops
De gebeurtenissen in deze game spelen zich zes jaar na Metal Gear Solid: Snake Eater af, in het jaar 1970.
Hierin zal worden verklaard waarom en hoe Big Boss (Naked Snake) "Outer Heaven" bouwde.
Metal Gear Solid: Portable Ops Plus gaat verder waar Metal Gear Solid: Portable Ops ophield. Portable Ops Plus bevat net als Portable Ops de verhaallijn over superspion Snake, die de titel Big Boss heeft gekregen aan het eind van Metal Gear Solid 3. De gebeurtenissen vinden plaats in 1970 en stellen de speler in staat een volledig team aan getrainde spionnen en soldaten te werven om zo de reeks missies uit te spelen. Vier jaar na dit deel begint het verhaal van Metal Gear Solid Peacewalker.

### Metal Gear Solid Mobile
Een versie voor mobiele telefoons dat zich afspeelt tussen MGS en MGS2.

### Metal Gear Online
Metal Gear Online, afgekort MGO, is een exclusieve online multiplayerspin-off voor de PlayStation 3. De Starter Pack of MGO werd wereldwijd gebundeld met regionale versies van MGS4; alleen in Japan was er een afzonderlijke uitgave van MGO.

### Metal Gear Solid Touch
Metal Gear Solid Touch is een third-person shooter voor iOS. Metal Gear Solid Touch is gebaseerd op MGS4.  Het werd voor het eerst uitgebracht voor een beperkt aantal regio's in de App Store op 18 maart 2009.

### Metal Gear Solid Arcade
Metal Gear Arcade is een arcade game die op 20 december 2010 exclusief in Japan uitkwam. Het is een bewerkte versie van MGO, en bevat hoofdcontrols en stereoscopisch 3D. Het is niet buiten Japan uitgebracht

### Metal Gear Solid: Social Ops
Metal Gear Solid: Social Ops, is een mobiele game. Het werd uitgebracht op 6 december 2012 in Japan.

### Metal Gear Solid: The Legacy Collection
Exclusief voor PlayStation 3. Net als de HD Collection een verzameling van oude MGS games. The Legacy Collection bevat de volgende games. 
- Metal Gear Solid
- Metal Gear Solid 2: HD Edition
- Metal Gear Solid 3: HD Edition (bevat de originele MSX versies van Metal Gear en Metal Gear 2)
- Metal Gear Solid: Peace Walker HD Edition
- Metal Gear Solid: SPECIAL MISSIONS
- Metal Gear Solid 4: Trophy Edition[1]

### Metal Gear Online
De multiplayer online modus is wederom getiteld Metal Gear Online en officieus Metal Gear Online 3.